# Kalendarium wojny domowej w Libii (11 maja – 19 sierpnia 2011)
Poniższe zestawienie prezentuje chronologię wydarzeń z wojny domowej w Libii w roku 2011.

## Chronologia wydarzeń

### Ofensywa rebeliantów na froncie zachodnim

#### 11 maja
Po ciężkich, całonocnych walkach powstańcy zdobyli lotnisko w Misracie i wzięli do niewoli nieokreśloną liczbę jeńców oraz przejęli duże ilości uzbrojenia. Podczas starcia rannych zostało 13 powstańców. Na lotnisku znajdowało się zaplecze logistyczne wojsk Kaddafiego. Korespondenci z zachodnich państw poinformowali, że siły powstańcze posuwały się powoli naprzód, odbijając kolejne części miasta.
Powstańcy zdobyli miasto Dżacharra na południe od Bengazi i obległy pobliskie Dżalu i Audżila.
W starciach w pobliżu Zintanu zginęło w środę dwóch powstańców, a 15 zostało rannych.
NATO podało, że w rejonie Trypolisu zaatakowano bazy pojazdów wojskowych i amunicji oraz wyrzutnię rakiet.
Minister spraw zagranicznych Polski, Radosław Sikorski, przyleciał z wizytą do Bengazi. Był to pierwszy tak wysoki rangą urzędnik zachodniego państwa, który przybył do powstańczej stolicy. Sikorski obiecał rządowi w Bengazi pomoc Polski w zakresie szkolenia urzędników.
Telewizja rządowa wyemitowała przemówienie Kaddafiego.

#### 12 maja – rozpoczęcie natarcia z Misraty
Powstańcy z Misraty rozpoczęli natarcie w kierunku Zalitanu i dalej Trypolisu i w ciągu dnia posunęli się o 20 km. Większość Misraty znajdowała się tego dnia poza zasięgiem ognia wojsk Kaddafiego. Na froncie wschodnim, między Adżdabiją i Marsa al-Burajką dochodziło od kilku dni do niewielkich i sporadycznych potyczek. Samoloty NATO kontynuowały naloty na Trypolis, bombardując kompleks Kaddafiego w dzielnicy Bab al-Azizija. Zginęło 6 osób, a 10 zostało rannych.
Powstańcze władze w Bengazi powołały piętnastu ministrów tymczasowego rządu, określanego jako biuro wykonawcze z przewodniczącym Mahmudem Dżebrilem.
NATO dokonało tego dnia w sumie 145 lotów, a podczas 52 wystrzelono pociski. W Trypolisie zniszczono dwie wyrzutnie oraz trzy kompleksy wojskowe. W Misracie zbombardowano wyrzutnię rakietową i ponadto zniszczono dwa budynki, ciężarówkę wojskową i broń przeciwlotniczą. W mieście Al-Karjat zniszczono dziesięć magazynów z bronią. W Syrcie zniszczono pięć magazynów z amunicją, oraz stację nadawczą komendy. W Marsa al-Burajce zniszczono wyrzutnię rakiet oraz czołg.

#### 13 maja – zdobycie Misraty przez rebeliantów
Rebelianci po zdobyciu dzielnicy Hizam w Misracie ogłosili zwycięstwo w bitwie nad siłami rządowymi. Tym samym zakończyły się trwające ponad dwa i pół miesiąca oblężenie i walki o kontrolę nad miastem.
Kontynuowano natarcie z Misraty na zachód oraz południe. Rebelianci zajęli miasto Taminah, gdzie przejęli 10 samochodów z 300 kałasznikowami. Wojska rządowe zostały wypchane do miasta Al Kararim – 25 km na południe od Misraty. NATO zbombardowało miasto Al-Karjat, co pomogło rebeliantom w jego zdobyciu. Siły Kaddafiego ostrzelały w odwecie wioskę Al-Rawjsat pod Misratą, niszcząc pięć domów i zabijając osiem osób, w tym dwoje dzieci. Wojska Kaddafiego koncentrowały się w mieście Zalitan.
Siły rebelianckie podjęły atak na miasto Jafran w górach Dżabal Nafusa, jednak został odparty i powstańcy wycofali się do wioski Ghasrou. Walki toczyły się także pod Nalutem oraz Wazzin.
1240 Libijczyków na łodziach wypłynęło w kierunku krajów Unii Europejskiej i dotarło na włoską wyspę Lampedusa. To rekordowa liczba uciekinierów z jednego dnia.
Siły aliantów dokonały nalotu na miasto Marsa al-Burajka. W wyniku tego zginęło 16 cywilów, rannych zostało też 40 osób. Zabici to muzułmanie uczestniczący w uroczystości religijnej. NATO przyznało się do śmierci cywilów i wyraziło ubolewanie.
Kaddafi wystąpił w klipie audio, co przekreśliło pogłoski, iż zginął, bądź został ciężko ranny w bombardowaniu pod koniec kwietnia. Powiedział, że przebywa w miejscu, w którym nie zagrażają mu działania jego przeciwników.
Łącznie NATO wykonało 148 lotów bojowych, a podczas 44 wystrzelono pociski. W stolicy kraju zniszczono węzeł radiowy, dwie wyrzutnie rakiet i 20 budynków wojskowych. Pod Misratą uderzono w cztery ciężarówki bojowe. W Al-Karjat zniszczono cztery składy amunicji. W Az-Zintan jeden pojazd opancerzony, natomiast w szerzej opisanym wyżej nalocie w Marsie al-Burajce zniszczono dwa czołgi.

#### 14 maja
Rebelianci nadal maszerowali na zachód od Misraty, odbijając miejscowość Ad-Dafinija. W bitwie zniszczono trzy czołgi, rebelianci przejęli trzy wyrzutnie rakietowe i jedno działo.
W przejęciu granicznym w Wazzin siły tunezyjskie zatrzymały 200 żołnierzy Kaddafiego, którzy 50 pojazdami próbowali przekroczyć granicę. Obyło się bez wymiany ognia i strona tunezyjska zawróciła ich do koszar.
NATO dokonało 136 lotów, w tym podczas 52 atakowano wybrane cele. Pod Trypolisem zniszczono 14 pojazdów bojowych. Pod Misratą zniszczono dwie wyrzutnie rakiet. W Al-Karjat zbombardowano 9 składów amunicji, natomiast w Az-Zintan dwa pojazdy opancerzone.

#### 15 maja
Samoloty NATO zbombardowały późno w nocy terminal naftowy w Ras al-Unuf. Źródła rebeliantów zaprzeczyły wcześniejszym doniesieniom, iż posuwają się oni w kierunku Zintanu.
NATO zbombardowało także pozycje wojsk pod Trypolisem i Bab al-Azizija. NATO wykonało 147 lotów, a podczas 48 wystrzelono pociski. W Az-Zawija zniszczono stację komunikacyjną. W Trypolisie zniszczono 4 wyrzutnie rakiet. Pod Misratą zbombardowano pozycje artyleryjskie. W Hun zniszczono dwa składy broni. W Syrcie uderzono w dwie wyrzutnie rakiet, jedną pozycję artyleryjską oraz uzbrojoną maszynę.

#### 16 maja
Lotnictwo brytyjskie zaatakowało ośrodek szkoleniowy ochrony Kaddafiego.
Prokurator Międzynarodowego Trybunału Karnego Luis Moreno-Ocampo wystąpił z wnioskiem o wydanie nakazu aresztowania Muammara Kaddafiego, Saifa al-Islama Kaddafiego, których oskarżył o zbrodnie przeciwko ludzkości, i szefa wywiadu Abdullaha al-Senussiego, którego oskarżył o brutalne tłumienie pokojowych demonstracji.

#### 17 maja
NATO stanowczo zdementowało informację o uszkodzeniu jednego ze swoich okrętów u brzegów Misraty przez artylerię Kaddafiego. NATO poformowało, że żaden z ich okrętów nie znajdował się w zasięgu artylerii ulokowanej na brzegu.
Siły rebeliantów odparły atak wojska na Nalut, niszcząc cztery pojazdy i broń przeciwlotniczą. W walkach zginęło czterech bojowników. W ostrzale przejścia granicznego Wazzin w wykonaniu sił rządowych, zginęło pięciu cywilów. Po tym tunezyjskie lotnictwo rozpoczęło patrole granicy.
Rząd Kaddafiego zdementował informacje podane przez władze powstańcze, jakoby minister ds. ropy naftowej Szukri Ghanem zbiegł do Tunezji.
NATO wykonało 159 lotów, a podczas 53 atakowało wybrane cele. W Trypolisie zniszczono dwa czołgi, dwa uzbrojone pojazdy oraz dwa radary. W Misracie zniszczono jeden bunkier wojskowy, wyrzutnię rakiet oraz sześć ciężarówek.

#### 18 maja
NATO wykonało 159 lotów, atakując 53 cele. W Trypolisie zniszczono wojskowy obóz treningowy, w Zuwarze 3 stacje nadawcze, w Misracie dwa czołgi oraz jedną baterię artyleryjską. W Mizdzie zbombardowano skład broni. Naloty miały miejsce także pod Adżdabiją.
Siły Kaddafiego podjęły atak na przedmieścia Misraty. Pozycje zostały obronione przez rebeliantów. W walkach pod Bani Walid nieopodal Misraty, siły opozycyjne przejęły 75 wrogich pojazdów opancerzonych. Atak artyleryjski przypuszczono również na miasto Nalut. Siły rządowe korzystały z czołgów.
Około 70 pojazdów sił Kaddafiego wjechało do miasta Adżichara ze złożami ropy naftowej, leżącego na pustyni na wschodzie kraju.

#### 19 maja
NATO wykonało 166 lotów, 60 wystrzelono pociski. Po raz pierwszy NATO zastosowało taktykę bombardowania marynarki wojennej. W nocy z 19 na 20 maja zatopiono łącznie osiem libijskich okrętów. W Trypolisie zniszczono stację nadawczą oraz zatopiono pięć okrętów libijskiej marynarki wojennej. W Zuwarze zbombardowano dwie stacje nadawcze. W Al-Chums zatopiono dwa statki oraz zniszczono wyrzutnię rakiet. W Mizdzie uderzono w skład broni, dwie wyrzutnie rakiet oraz dwa pojazdy wojskowe. W mieście Sabha zniszczono magazyn z bronią. W Syrcie zatopiono statek sił Kaddafiego oraz zniszczono cztery stacje nadawcze. W Marsa al-Burajce zniszczono dwa pojazdy militarne.
Siły Kaddafiego przeprowadziły pięciogodzinny ostrzał Az-Zintanu. Do walk doszło też w pobliżu przejścia granicznego z Tunezją Wazzin-Az-Zahibat. Rejon granicy był patrolowany wówczas przez tunezyjskie lotnictwo. Pod Misratą doszło do walk, podczas których zginął jeden rebeliant. Na drodze między Adżdabiją oraz Marsą al-Burajką także doszło do potyczki.

#### 20 maja
NATO przechwyciło u libijskich wybrzeży tankowiec, który z Sardynii prawdopodobnie wiózł zaopatrzenie dla wojsk Kaddafiego.
Siły Kaddafiego ostrzelały z rakiet Grad miasto Nalut. Następnie doszło do ataku Wazzinu, jednak szturm został odparty przez rebeliantów.
NATO dokonało 157 lotów, a podczas 58 wystrzelono pociski. W Trypolisie zniszczono stacje nadawczą, jeden uzbrojony samochód. W Sebha zniszczono stację nadawczą. Z kolei w Syrcie jeden skład z amunicją, trzy wyrzutnie broni przeciwlotniczej. A Az-Zintan zbombardowano trzy wyrzutnie rakiet. W Marsa al-Burajce zaatakowano dwa pojazdy typu pick-up.

#### 21 maja
NATO wykonało 147 lotów bojowych, a podczas 49 wystrzelono pociski. W Trypolisie uderzono w punkt dowództwa oraz magazyn z bronią. W porcie w Syrcie zatopiono statek. W Al-Chums zniszczono dwa naziemne radary. Natomiast w Az-Zintan trafiono czołg oraz wojskową ciężarówkę.
Siły Kaddafiego ostrzelały przedmieścia Misraty, burząc dom mieszkalny. Podobna sytuacja miała miejsce w wiosce Ad-Dafinija na zachód od Misraty, gdzie zginęły dzieci. O godz. 22. na miasto Arrubajn w rejonie Dżabal Nafusa spadło pięć rakiet Grad wystrzelonych przez lojalistów.
Wieczorem wybuchły gwałtowne walki przy punkcie kontrolnym Arbaeln 40 km na zachód od Adżdabiji na drodze prowadzącej do Marsa al-Burajki. Zginęło trzech rebeliantów oraz kilku żołnierzy. Na drodze między Adżdabiją a Marsą al-Burajką od połowy kwietnia była uformowana linia frontu w teatrze wschodniolibijskich walk.

#### 22 maja
Unia Europejska nawiązała formalne stosunki dyplomatyczne z libijskimi powstańcami i otworzyła przedstawicielstwo w Bengazi.
Na miasto Az-Zintan spadły cztery rakiety Grad wystrzelone przez oddziały Kaddafiego. Miasto nadal było kontrolowane przez opozycję.
NATO wykonało 138 lotów, a podczas 50 atakowano cele. W Trypolisie zniszczono stację nadawczą, w Al-Chums artylerię polową, w Syrcie magazyn z amunicją, w Marsa al-Burajce także stację nadawczą wojsk rządowych.

#### 23 maja
Kraje NATO zdecydowały o użyciu helikopterów do akcji bojowych w Libii. 12 dodatkowych śmigłowców zdecydowała się wysłać Francja.
Siły rządowe kontynuowały ostrzał Nalutu.
Lojaliści zaatakowali rebeliantów w zachodnich i południowych dzielnicach Misraty. Rebelianci odparli ataki. Walki przeniosły się do wioski Ad-Dafinija, gdzie rebelianci zniszczyli rządowy czołg.

#### 24 maja
W nocy z 23 na 24 maja siły NATO dokonały najpotężniejszych do tego etapu wojny bombardowań Trypolisu. W pół godziny dokonano 20 ataków. Celem uderzeń był kompleks budynków Bab al-Azizja, siedziba Muammara Kaddafiego. Zginęło 19 cywilów, a 150 zostało rannych.
O 10. na Arrujban leżący na froncie zachodnim, spadły trzy rakiety Grad. Brak informacji o ofiarach. Na Az-Zintan siły Kaddafiego odpaliły 18 rakiet typu Grad. W czasie walk pod Wazzin zginął jeden powstaniec.
Rebelianci pojmali pięciu afrykańskich najemników, którzy zaciągnęli się w szeregi armii Kaddafiego. Mężczyźni powiedzieli, że zostali zmuszeni do walki. Do zatrzymań doszło w pobliżu Misraty w miejscowościach Tawurgha oraz Ad-Dafinija, gdzie pojmano także pięciu libijskich żołnierzy. W walkach pod Ad-Dafniją zginął jeden rebeliant.
Wbrew doniesieniom, szef państwowej firmy naftowej NOC Szukru Ganem nie porzucił służby u Kaddafiego, ale wyjechał za granicę z misją rządową, mającą na celu utrzymanie kontaktu z zachodnimi firmami naftowymi.

#### 25 maja
Samoloty NATO zaatakowały w nocy z 24 na 25 maja cele w Trypolisie, miało miejsce przynajmniej sześć silnych eksplozji w przeciągu 10 minut. Celem ataku była rezydencja Muammara al-Kaddafiego.
Rebelianci przeczesywali miejscowość Taminah pod Misratą.
Do Bengazi przypłynął z Malty pierwszy statek handlowy.

#### 26 maja
W nocy lotnictwo NATO ponownie zbombardowało Trypolis, atakując kompleks rezydencji i biur rządu libijskiego. Po atakach w wykonaniu sił Kaddafiego na miasta Dżadu, Ar-Rudżban, Ar-Rajhabat, Az-Zintan oraz Kabau, odcięto w nich elektryczność. Miasta te leżą w regionie Dżabal Nafusa. W czasie tych ataków, rebelianci z Kabau wyzwolili miasto Tamzin.
Siły Kaddafiego zaatakowały rebeliantów na pozycjach pod Marsą al-Burajką. Potyczka zakończyła się bez strat.
Wielka Brytania poinformowała, że wyśle swe śmigłowce bojowe typu Apache do walki z siłami libijskimi.
Ambasador Libii przy Unii Europejskiej i w krajach Beneluksu Hadejba Alhadi wymówił posłuszeństwo Muammarowi Kaddafiemu w proteście przeciwko represjom, jakie spotykały jego rodaków.

#### 27 maja
W nocy lotnictwo NATO ponownie zbombardowało Trypolis, atakując kompleks rezydencji i biur rządu libijskiego.
W Az-Zintan siły Kaddafiego w ciągu kwadransa wystrzeliło na miasto pięć rakiet Grad. W wioskach pod Misratą doszło do starć w których zginęło trzech rebeliantów, a 16 odniosło obrażenia.
22 libijskich żołnierzy, w tym kilku oficerów, zdezerterowało z armii Kaddafiego i łodzią dotarło do Tunezji.

#### 28 maja
Przed południem lotnictwo NATO ponownie zbombardowało Trypolis, atakując kompleks rezydencji i biur rządu libijskiego.

#### 29 maja
30 libijskich żołnierzy zdezerterowało z armii Kaddafiego i łodzią dotarło do Tunezji, gdzie zgłosili gotowość dołączenia do powstańców.

#### 30 maja
NATO dokonało nalotów w Dżabal Nafusa, a także na miasto Bani Walid.
120 oficerów zdezerterowało i uciekło do Rzymu, wśród nich pięciu generałów, którzy wystąpili tam na konferencji prasowej zorganizowanej razem włoskim MSZ. Na konferencji generał Melud Masud Halasa ocenił siły Kaddafiego na ok. 20% siły bojowej w porównaniu do dnia wybuchu konfliktu i poinformował, że z Kaddafiemu służy nie więcej niż 10 generałów. Oficerowie zaapelowali też do pozostałych w Libii oficerów o dezercję z armii Kaddafiego.
Do Trypolisu przybył prezydent RPA Jacob Zuma. Jego dyplomatyczna misja polegała na negocjacjach nad warunkami rozejmowymi, a także stworzeniu korytarza humanitarnego i wdrażania reform w kraju pogrążanym wojną domową.

#### 31 maja
Libijskie władze, podały, iż od rozpoczęcia misji NATO zginęło 718 cywili, a 4067, w tym 433 ciężko zostało ranionych w bombardowaniach alianckich. Sojusz natychmiast zaprzeczył jakoby tyle miało zostać zabitych cywili w nalotach. Rząd libijski odpowiedział, że ofiary nalotów rozproszone były po całym kraju, a nie tylko w stolicy, więc dlatego liczba osiągnęła takie rozmiary.

### Czerwiec

#### 1 czerwca
NATO przedłużyło misję o 90 dni, gdyż mandat miał wygasnąć 27 czerwca. Tym samym koalicja mogła działać w Libii do września.
Rebelianci z Dżabal Nafusa zdobyli kontrolę nad elektrownią Shakshook oraz miastem naftowym Kasr al-Hadżdż. Pojmano w czasie akcji z 1 czerwca jednego żołnierza oraz przejęto kilka pojazdów wojskowych.
W pobliżu jednego z hoteli w Bengazi, gdzie mieszkają zachodni dyplomaci oraz dziennikarze i rezyduje Narodowa Rada Tymczasowa, doszło do eksplozji samochodu-pułapki. Rada oskarżyła o zamach zwolenników Kaddafiego.
W Rzymie szef państwowej korporacji naftowej Szukri Ghanem ogłosił przejście na stronę rewolucji.
Do Misraty zawinął statek z 420 tonami żywności.

#### 2 czerwca
RAF otrzymał dostawę bomb przeznaczonych do burzenia bunkrów, w których znajdowały się centra dowodzenia i łączności libijskiej armii.
Rebelianci zdobyli kontrolę nad obleganymi miastami Jafran i Szakszuk.

#### 3 czerwca
Rebelianci pokonali wojska Kaddafiego w mieście Bir Ajjat pod Jafranem.
NATO zniszczyło skład amunicji w Hun.

#### 4 czerwca
NATO po raz pierwszy użyło w akcji militarnej w Libii śmigłowców bojowych. Maszyny atakowały pojazdy i ekwipunek wojskowy oraz oddziały lojalistów Brytyjskie śmigłowce typu Apache atakowały cele w Marsy al-Burajki. Zniszczono tam radar oraz posterunek sił Kaddafiego. Apache wystartowały z lotniskowca HMS Ocean i wróciły bezpiecznie we wczesnych godzinach rannych. Francuskie Tigre i Gazelle wystartowały ze znajdującej się w pobliżu wybrzeży Libii jednostki BPC Tonnerre marynarki wojennej. Intensywne naloty na stolicę miały miejsce po południu 4 czerwca. O 16:30 kilka wybuchów wstrząsnęło stolicą.

#### 5 czerwca
O 2:30 pociski koalicji spadły na stołeczną dzielnicę Tadżura.
Siły Kaddafiego odpaliły rakiety na utracony Jafran. O 6:00 na miasto spadło 12 pocisków Grad. Armia libijska skoncentrowana w Nalucie podążyła w stronę Ghazaja, Al-Murabha oraz Takut. Siły Kaddafiego z rebeliantami starły się pod Chums oraz Zalitan. Rebelianci odparli atak na miasto Kala.
Kolejna seria bombardowania miała miejsce o godz. 19:00. Brytyjskie Apache atakowały po raz drugi raz. W akcji udział brały także odrzutowce Panavia Tornado, które ostrzelały osiem celów w stolicy. Ostrzelane zostały także w nocy z 5 na 6 czerwca strategiczne punkty pod Marsą al-Burajką.

#### 6 czerwca
Rankiem NATO dokonało nalotów na budynek w rejonie siedzib radia i telewizji w Trypolisie. Uderzono także budynek parlamentu, który został już uszkodzony trzy tygodnie wcześniej.
Rebelianci odpierali ataki rakietowe i szturmy armii, wywieszając 6 czerwca nad Jafranem swoją flagę. Opozycjoniści zastawili zasadzkę na lojalistów pod Nalutem, w której zniszczyli kilkadziesiąt pojazdów wojskowych wroga.
Na froncie pod Misratą siły rządowe zaatakowały między miejscowościami Tawurgha i Zalitan, zabijając 5 osób i raniąc 24. Natarcie zakończyło się ostatecznie niepowodzeniem.
Niewielkie starcie wydarzyło się na froncie wschodnim. Lojaliści najpierw odpalili cztery rakiety Grad, sprawdzając gotowość bojowa rebeliantów. Ci zareagowali na atak i tym samym 18 km od Adżdabiji doszło do wymiany ognia. Zginęło dwóch rebeliantów, dwóch żołnierzy zostało rannych.
Po południu natowskie odrzutowce ponownie zaatakowały Trypolis.

#### 7 czerwca
Kolejne ciężkie bombardowania stolicy miały miejsce 7 czerwca. W ciągu czterech godzin dokonano 25 uderzeń. W atakach zginęło 31 osób.
Dwie ciężarówki z żywnością nad ranem dotarły do Az-Zintan. Na miasto spadło 25 rakiet Grad – 15 rano i dziesięć kolejnych w nocy. Walki lądowe odbyły się pod Kiklą. Z kolei rebelianci pokonali lojalistów w mieście Kala, wyzwalając je.

#### 8 czerwca – kolejny atak sił rządowych na Misratę
W nocy i przedpołudniem NATO zbombardowało ponownie Trypolis.
Wojska Kaddafiego podjęły szturm na Misratę z trzech stron. W intensywnym ataku artyleryjskim zginęło przynajmniej 12 osób, a rannych zostało 26. Żołnierze Kaddafiego zaatakowali miasto ze wschodu, zachodu i południa.
Rząd hiszpański uznał Narodową Radę Tymczasową za jedynego prawowitego reprezentanta Libii.

#### 9 czerwca
Włochy obiecały przekazać rebeliantom do 400 mln euro pomocy w postaci gotówki i paliwa. Tymczasem rebelianci powiedzieli, że potrzebują trzech mld dolarów na wynagrodzenia dla bojowników oraz wyżywienia na kolejne cztery miesiące.
W czasie walk o Zalitan brytyjskie śmigłowce typu Tajfun i Tornado zaatakowały pozycje lojalistów i zniszczyło kilka czołgów. Helikoptery Apache zniszczyły wyrzutnie rakiet.
Z regionu Dżabal Nafusa uciekło 6 tys. cywilów. Uchodźcy zatrzymali się w Ras Jadir w Tunezji. W jednej z łodzi z uchodźcami usiłującymi dostać się na Lampedusę zabrakło paliwa, w wyniku czego jednostka zatonęła. Zginęły 63 z 72 osób znajdujących się na łodzi. Uciekinierzy wysyłali sygnały ratunkowe, jednak ofiarom nie pomogły ani okręty NATO, ani rybackie statki.
Na stolicę spadło co najmniej sześć bomb. Wieczorem koalicja zbombardowała miasto Zuwara.
W Abu Zabi zebrała się grupa kontaktowa do spraw Libii. W spotkaniu udział wzięli przedstawiciele Wielkiej Brytanii, Francji i Włoch, a także delegaci z ONZ, Ligi Arabskiej i Organizacji Konferencji Islamskiej. Społeczność międzynarodowa rozmawiała między sobą, a także z rebeliantami na temat bezpieczeństwa i humanitaryzmu, jaki opozycjoniści zapewniają cywilom. Prokurator Międzynarodowego Trybunału Karnego Luis Moreno-Ocampo oświadczył, że są dowody wskazujące, iż Muammar Kadafi polecił swoim żołnierzom gwałcenie kobiet na masową skalę w ramach walki z siłami rebeliantów.

#### 10 czerwca
Rano NATO dokonało trzech nalotów na stolicę.
Wojska Kaddafiego zajęły miasto Zalitan pod Misratą. W ciężkich walkach zginęło 31 rebeliantów, a 110 odniosło rany. Lojaliści ostrzelali także Dafinę.
Siły Kaddafiego zaatakowały pociskami rakietowymi miasto Ghadamis.

#### 11 czerwca
Armia odpaliła 40 pocisków Grad na Az-Zintan. W wyniku intensywnego ostrzały cześć bojówek wycofało się z miasta.
667 uchodźców z Libii przybyło do wybrzeży włoskiej wyspy Lampedusa.
Do walk doszło w Az-Zawiji leżącej na 50 km zachód od Trypolisu. Miasto to od lutego było kontrolowane przez lojalistów. Rebelianci podjęli szturm za miasto i zajęli jego zachodnie dzielnice. Żołnierze libijskich sił częściowo zamknęli prowadzącą wzdłuż wybrzeża drogę, łączącą Trypolis z Zawiją i granicą tunezyjską i ustawili tam punkty kontrolne, uniemożliwiając ruchy wojsk opozycyjnych. W walkach zginęło 13 osób. Pojmanych zostało 20 żołnierzy Kaddafiego.
O godz. 18:00 koalicja zbombardowała stolicę. Podczas nalotu ranny został Khweldi Al-Hmeld, wysoką rangą urzędnik w rządzie Kaddafiego.

#### 12 czerwca
Ciężkie walki prowadzono w mieście Zalitan. W dniach 11–12 czerwca intensywne walki między miastami Az-Zintan i Jafran. Bitwa w Az-Zawiji przeciągła się na kolejny dzień, podczas którego życie stracił m.in. siedmioletni chłopiec. Łącznie 9 osób zginęło, a ponad 40 zostało rannych.
Lojaliści zorganizowali zasadzkę na rebeliantów na drodze między Marsą al-Burajką a Adżdabiją. Początkowo wyjechali z białą flagą, po czym zaczęli strzelać. W wymianie ognia zginęło 21 bojowników, a 65 odniosło rany.
Libijska telewizja wyemitowała video z Muammarem Kaddafim, grającym w szachy z szefem Międzynarodowej Federacji Szachowej (FIDE) Kirsanem Ilumżynowem. Tymczasem rzecznik rządu libijskiego Musa Ibrahim oświadczył, że rząd odrzuca wszelkie propozycje dt. ustąpienia Kaddafiego. Była to odpowiedź na ofertę azylu wystosowaną przez rząd turecki.

#### 13 czerwca
Jeden z najbliższych współpracowników Muammara Kaddafiego, Sassi Garad uciekł z Libii przez Tunezję do Wielkiej Brytanii.
Łodzie sił Kaddafiego podjęły próbę ataku Misraty z morza. Operacja została udaremniona przez lotnictwo NATO, które zbombardowały jednostki pływające
Niemcy oficjalnie uznały władze powstańcze w Bengazi jako jedyny legalny libijski organ władzy.
Hillary Clinton zaapelowała do głów państw Afryki, by porzucili Muammara Kadafiego i przystąpili do promowania demokracji. Przemówienie do przedstawicieli Unii Afrykańskiej, amerykańska sekretarz stanu wygłosiła w stolicy Etiopii, Addis Abebie.

#### 14 czerwca
Rano NATO zbombardowało kilka celów w stolicy.
Co najmniej pięć libijskich rakiet Grad spadło na ziemię tunezyjską. Do walk na granicy dochodziło, przez przemycanie z Tunezji broni dla rebeliantów.
Bojownicy zajęli miasto Kikla, położone 150 kilometrów na południowy zachód od stolicy kraju Trypolisu. Po udanym szturmie, lojaliści odeszli od miasta na 9 km, a rebelianci rozpoczęli fortyfikacje, w razie próby kontrataku.
Tymczasem na miasto Zalitan po przełamaniu oporu ze strony wojsk rządowych pod Misratą, parli rebelianci. Zalitan leży 160 km na wschód od Trypolisu, a znajdująca się w rękach powstańczych Misrata – 210 km.
Kanada oficjalnie uznała władze powstańcze w Bengazi jako jedyny legalny libijski organ władzy.

#### 15 czerwca
Na miasto Nalut spadło 20 rakiet typu Grad. Walki odnotowano także przy granicy z Tunezją w Wazzin.
W nocy z 14 na 15 czerwca NATO wznowiło naloty na stolicę. NATO zbombardowało cele cywilne i wojskowe w Firnag, jednej z najgęściej zaludnionych dzielnic w stolicy i Ajn Zara. Atakowano cele także w centralnym mieście Dżufra.
W dniach 15–16 czerwca w szeregach armii libijskiej zdezerterowało 46 żołnierzy, którzy uciekli do Tunezji.

#### 16 czerwca
Przed godz. 5. NATO zbombardowało ufortyfikowaną rezydencję Bab al-Azizija Kaddafiego w Trypolisie. Po zrzuceniu bomb, znad kompleksu budynków unosił się gęsty dym.
Sojusz zbombardował pozycje żołnierzy w mieście Kikla. Zginęło tam 12 osób. Po tym rebelianci zadeklarowali przejęcie miasta i kontrolowanie całego regionu Dżabal Nafusa.
Tego dnia NATO zbombardowało omyłkowo pozycję bojowników pod Adżdabiją. W tzw. incydencie friendly fire rannych zostało 16 rebeliantów.

#### 17 czerwca
Siły rządowe ostrzelały ze wschodu i zachodu Misratę w wyniku czego zginęło 10 osób, a 40 odniosło obrażenia. Jednocześnie trwały walki pod Mistratą w miejscowościach Naima i Zalitan. Tam z kolei życie straciła jedna osoba, a pięć odniosło obrażenia.
Z miasta Nalut rebelianci rozpoczęli natarcie ku granicy z Tunezją, gdzie armia masowo ostrzeliwała bojówki. Walki odnotowano w miejscowościach Al-Ghazaia i Takut. Sojusz w międzyczasie ostrzelał pozycje lojalistów w Al-Ghazaia na granicy z Tunezją. Wieczorem lotnictwo NATO zbombardowało 10 pociskami rezydencję Bab al-Azizija w Trypolisie.
Mustafa Muhammad Abd ad-Dżalil przebywający we Włoszech powiedział, że żołnierze Kaddafiego dopuścili się kilkuset gwałtów na kobietach, a proceder ten został określony jako narzędzie wojny. Do tego punktu wojny udowodniono 235 gwałtów, ale mogło dojść do 780. Nieco wcześniej wyszło na jaw, iż Kaddafi miał rozkazać swoim żołnierzom w ramach walki z rebeliantami gwałcenie kobiet. W ten sposób miała dokonać się kara na kobietach przyłączających się do ruchu oporu i zasiać strach w szeregach rebeliantów.

#### 18 czerwca
Walki nieustannie trwały w Zalitnie pod Misratą. Ciężkie boje toczono pod Nalutem. Rebelianci wyprowadzali natarcie z tego miasta, natomiast lojaliści spod granicy tunezyjskiej. W konfrontacji zginęło ośmiu rebeliantów, 13 zostało rannych. Po stronie wojska straty wyniosło ponad 45 zabitych i sześć przechwyconych pojazdów wojskowych. Rebelianci okrążyli żołnierzy, zajmując wszelkie dotychczas zajmowane przez nich pozycje. W samym Nalucie odcięto dostawy prądu.
Po południu NATO zaatakowało cele wojsk libijskich w mieście Kikla.

#### 19 czerwca
Rano NATO dokonało ataku w Trypolisie w wyniku którego zginęli cywile. Wieczorem dowództwo Sojuszu podało, iż celem ataku była baza rakietowa, ale w rezultacie wadliwego zadziałania systemu broni jeden z wystrzelonych pocisków trafił w obiekt cywilny. Strona libijska podała, że w efekcie uszkodzenia bloku mieszkalnego zginęło 9 cywili, a 18 zostało rannych.
Armia libijska ostrzelała Dafiniję, a później ponownie Misratę. Trzy rakiety Grad trafiły w dzielnicę w pobliżu portu i rafinerii. W starciach zginęło 10 osób, a 60 zostało rannych.

#### 20 czerwca
Strona libijska podała, że w wyniku uderzenia lotniczego na miasto Sorman, ok. 70 km na zachód od Trypolisu zginęło 15 cywili w tym troje dzieci. NATO tym razem zaprzeczyło tym doniesieniom. Niezależne źródła podały, że faktycznie miał tam miejsce atak o godz. 4. i kilka budynków zostało zniszczonych.

#### 21 czerwca
Koalicja straciła o godz. 7:20 nad Libią samolot bezzałogowy MQ-1 Predator. Maszyna prowadziła lot wywiadowczy i wówczas kontrola naziemna utraciła z nią kontakt.
Siły rządowe odpaliły kilka rakiet z pozycji zajmowanych pod Misratą, które spadły na to miasto. Wzmożone walki odbyły się w Zalitanie. Armia libijska rozpoczęła oblężenie tego miasta, do którego rebelianci dotarli po zwycięstwie w Misracie.
Minister spraw zagranicznych Włoch Franco Frattini wezwał NATO do zakończenia nalotów, by móc otworzyć korytarze humanitarne w Libii. Wpływ na to miały omyłkowe naloty w których ginęli cywile.

#### 22 czerwca
Rebelianci odparli za pomocą moździerzy i granatników szturm na Dafiniję. Zginęło dwóch bojowników.
Dania oficjalnie uznała władze powstańcze w Bengazi jako jedyny legalny libijski organ władzy.
Prorządowe bojówki zaatakowały konwój humanitarny w Derbie w Tunezji.

#### 24 czerwca
Białoruś zdementowała informacje Abdela Rahmana Szalgam, byłego ministra spraw zagranicznych Libii, jakoby Kaddafi negocjował udzielenie azylu politycznego.

#### 25 czerwca
Strona libijska podała, że po nalocie NATO na Marsę al-Burajkę zginęło 15 cywili a ponad 20 zostało rannych. Pociski miały trafić piekarnię i restaurację. Koalicja zaprzeczyła i powiedziała, że atakowała 35 celi wojskowych w tym pojazdy i instalacje znajdujące się w pobliżu portu w Marsie al-Burajce.
17 czołowych libijskich piłkarzy wraz z trenerem klubu Al-Ahly Trypolis ogłosiło, iż popiera libijskich rebeliantów.

#### 26 czerwca
Rebelianci z Az-Zintanu dotarli do miasta Bir al-Ghanam 80 kilometrów na południowy zachód od stolicy kraju. W bitwie poległo kilku rebeliantów. Przechwycono także sprzęt i pojazdy armii narodowej.

#### 27 czerwca
Międzynarodowy Trybunał Karny w Hadze wydał nakaz aresztowania Muammara Kaddafiego oraz jego współpracowników: syna Kadafiego Saifa Al-Islama oraz szefa libijskiego wywiadu Abdullaha Al-Senussiego. Wniosek o aresztowanie Libijczyków za podejrzenie o popełnienie zbrodni przeciwko ludzkości, złożył w maju główny prokurator trybunału Luis Moreno-Ocampo. Kaddafi i jego syn byli odpowiedzialni za opracowanie i realizowanie planu tłumienia antyrządowych protestów, natomiast Senussi wykorzystał swoje stanowisko służbowe, by wydawać rozkazy atakowania uczestników protestów. Kaddafi był drugim w historii głową państwa na którym ciążył nakazu aresztowania. Pierwszym z nich był Umar al-Baszir, prezydent Sudanu, który nakaz aresztowania otrzymał w marcu 2009, jednak do jego zatrzymania nie doszło do momentu decyzji ws. Kaddafiego.

#### 28 czerwca
Bułgaria i Chorwacja uznały tymczasową Narodową Radę Libijską.

#### 29 czerwca
Media poinformowały, że wojsko francuskie przez kilka tygodni przeprowadzało zrzuty broni i amunicji powstańcom w rejonie gór Dżabal Nafusa.
W Bengazi doszło do wybuchu w obozie szkoleniowym.
Czechy uznały Narodową Radę Tymczasową.

#### 30 czerwca
W nocy do walk doszło pod Zalitanem. W wymianie ognia zginęło kilku żołnierzy, jeden powstaniec odniósł rany.

### Lipiec

#### 1 lipca
Na placu w Trypolisie Muammar Kaddafi podczas nagrania audio mówił, że jeżeli NATO nie uziemi swych samolotów, to wojska wierne przywódcy zaatakują Europę.
Rebelianci podeszli pod miasto Bir al-Ghanam, ale pod naporem ostrzału rakietowego wroga wycofali się.
Sudańscy najemnicy przejęli kontrolę nad miastem Kufra, które leży na libijskiej pustyni i jest kluczowym punktem na naftowych polach.

#### 2 lipca
Do walk doszło na froncie pod Ad-Dafiniją. 11 rebeliantów odniosło rany.

#### 3 lipca
NATO dokonało nalotów pozycje na zachodzie Libii kontrolowane przez Kaddafiego. Brytyjskie lotnictwo operowało pod Zuwarą oraz Gharyan.
Turcja uznała Tymczasową Radę Narodową.

#### 4 lipca
Rzecznik libijskiego rządu Musa Ibrahim powiedział, że w Europie trwały rozmowy między stronami konfliktu. Rozmowy odbyły się w Egipcie, Norwegii i we Włoszech. To pierwsza deklaracja podczas wojny domowej, że prowadzone były pertraktacje pokojowe. Ponadto lider rebeliantów Mustafa Abdel Dżalil, powiedział dzień wcześniej, że Muammar Kaddafi mógłby pozostać w kraju, ale pod warunkiem, że ustąpi i zgodzi się na międzynarodowy nadzór.

#### 5 lipca
O godz. 4:00 siły rządowe przechwyciły dwie katarskie łodzie płynące pod banderą Tunezji, które transportowały broń dla rebeliantów. Aresztowano przy tym 11 osób.
W walkach na zachód od Misraty zginęło 11 rebeliantów a 50 zostało rannych.

#### 6 lipca
Rebelianci zajęli po sześciogodzinnej bitwie miejscowość al-Qawalish, która leży 50 km od Gharjan, głównego miasta Dżabal Nafusa, nadal kontrolowanego przez lojalistów. Rebelianci zablokowali również drogę łącząca Dżabal Nafusa ze stolicą.

#### 8 lipca
Podczas przemowy w mieście Sabha, Muammar Kaddafi zagroził atakami na Europę. Powiedział, że NATO będzie żałowało interwencji w Libii. Dodał, że należy wyzwolić historyczne krainy arabskie takie jak Wyspy Kanaryjskie, Sycylia czy południowohiszpańska Andaluzja.
W walkach w Misracie zginęło pięciu rebeliantów, a 17 odniosło rany. NATO zrzuciło cztery bomby na pozycje lojalistów pod al-Qawalish. Human Rights Watch doniosło, że siły rządowe zaminowały pole bitwy pod al-Qawalish, które stało się areną ciężkich walk. Neutralizowano miny przeciwpiechotne oraz przeciwpancerne. Zabezpieczono od 6 lipca 240 brazylijskich przeciwpiechotnych min T-AB-1 oraz 46 chińskiej produkcji min przeciwpancernych 72SP.

#### 9 lipca
1041 imigrantów z Libii dotarło do wybrzeży Lampedusy. Przez to włoski premier Silvo Berlusconi odwołał swoją wizytę na wyspie. Siły rządowe zniszczyły instalacje naftowe pod Marsą al-Burajką.

#### 10 lipca
Siły libijskie podjęły kontratak na al-Qawalish. Na początku ostrzelano okopy rebeliantów z pocisków Grad, następnie do boju ruszyła piechota. Powstańcy po kilkugodzinnych walkach odparli szturm.
Do potyczki doszło także na froncie pod Zalitanem. W starciu zginęło czterech rebeliantów, a 22 odniosło rany.

#### 11 lipca
Saif al-Islam al-Kadafi powiedział, że rząd libijski toczy negocjacje z Francją. Paryż zaprzeczył tym informacjom.

#### 13 lipca
Siły rządowe zaatakowały miasto Al-Dżabal, powodując cofnięcie się rebeliantów do al-Qawalish. Po pięciogodzinnych starciach o Al-Dżabal, armia rozpoczęła pościg za powstańcami. Na obrzeżach Asabah zabito dwóch bojowników i raniono 17.
Human Rights Watch poinformowała, że rebelianci dokonywali podpaleń i rabunków oraz źle traktowali cywilów podczas ofensywy na zachodzie kraju. Powstańcy w wioskach Dżabal Nafusa mieli dopuścić się plądrowania mieni cywilów, szpitali, sklepów, bicia sympatyków rządu w Trypolisie. Oskarżenia te zdemontował szef tymczasowego rządu w Bengazi Mahmud Dżebril. Przyznał jednak, że w dwóch pierwszych tygodniach wojny doszło do kilku incydentów.
Proceder pozyskiwania broni przez Al-Kaidę w Libii jako pierwszy przedstawiciel koalicji potwierdził minister spraw zagranicznych Włoch Franco Frattini.
Rebelianci poinformowali, że po raz pierwszy od czasu rozpoczęcia wojny domowej utworzyli ujednoliconą strukturę dowodzenia. Armia opozycji składająca się z ochotniczych sił rewolucyjnych i byłych żołnierzy z wojska narodowego przeszła pod dowództwo ministra obrony z Tymczasowej Rady Narodowej – Dżalala al-Dghelego. Ujednolicenie tych struktur umożliwiło zakończenie sporów między dowództwem w Bengazi a bojownikami walczącymi na linii frontów.
Dziennik Daily Mail opublikował zdjęcia na których widać, że w walkę u boku rebeliantów zaangażowano kilkuletnie dzieci. Chłopcy zostali przeszkoleni i uczestniczyli w wojnie. Czyścili broń i podawali ją bojownikom. Fotografie wykonano na froncie w okolicach Misraty i Zalitanu.
Belgia, Luksemburg i Holandia uznały Narodową Radę Libijską.
Państwowa libijska agencja prasowa JANA wystosowała apel do Libijczyków by wstępowali do służby w policji. Policjantów brakowało w miastach kontrolowanych przez Kaddafiego takich jak: Trypolis, Gharijan, Bani Walid, Sleitan, Al-Chums, Surman, Al-Sawija, Sebrata i Sebha.

#### 14 lipca
14 lipca po trzymiesięcznym pacie na froncie wschodnim, rebelianci podjęli szturm na Marsę al-Burajkę. Bojownicy poruszający się czołgami T-72 i T-55, pojazdami opancerzonymi oraz ciężarówkami zaatakowali siły rządowe od wschodu, południa oraz od strony morza. Mimo natowskiej pomocy z powietrza, szturm został odparty, rebelianci zostali odrzuceni an 20 km od rogatek miasta. W walkach zginęło przynajmniej trzech rebeliantów, a 73 zostało rannych.
Michaił Margiełow, rosyjski wysłannik do Libii, powiedział, że w razie podejścia rebeliantów pod Trypolis, Kaddafi może wysadzić miasto w powietrze. Miał mu to powiedzieć premier libijski. Z kolei generał Charles Bouchard powiedział, że Kadafi rozkazał swym oddziałom przy wycofywaniu się wysadzać w powietrze rafinerie.
Muammar Kaddafi w specjalnym posłaniu nazwał Nicolasa Sarkozy’ego zbrodniarzem wojennym, który splamił historię Francji i zniszczył stosunki swego kraju z Libią i krajami muzułmańskimi. Dodał, że jest chory umysłowo.

#### 15 lipca
Siły rządowe wysunęły się z Marsy al-Burajki na wschód by zapobiec ewentualnemu atakowi rebeliantów. Ci faktycznie przygotowali i podjęli drugi atak. Walki toczyły się tym razem na przedpolu miasta. Ciężkie straty ponieśli zarówno lojaliści, jak i bojownicy. Z terenów pustynnych rebelianci przedostali się do godz. 22:00 na 2,5 km od miasta. Wojsko ufortyfikowało centrum miasta. Ponadto siły opozycji zniszczyło 100 min przeciwpiechotnych pod Marsą al-Burajką. Obrzeża miasta zostały silnie zaminowane.
Japonia i Stany Zjednoczone uznały formalnie Tymczasową Radę Narodową podczas obrad grupy kontaktowej w Stambule. Podczas czwartego spotkania grupy kontaktowej, jej członkowie uznali, że Kaddafi nie ma już faktycznie prawowitej władzy w Libii, a rządy w tym kraju ma przejąć Tymczasowa Rada Narodowa. Reżim Kadafiego nie jest już prawowitą władzą w Libii, głosił komunikat końcowy. Ustalono zakres pomocy humanitarnej oraz postanowiono także, że część krajów odmrozi do wykorzystania przez przejściową Narodową Radę Libijską środki zamrożone pół roku wcześniej. Kaddafiego wezwano do ustąpienia, a strony konfliktu do zawieszenia broni. W odpowiedzi transmitowanej na głównym placu Zalitanu Muammar Kaddafi zaznaczył, że tak zwana Rada z Bengazi nic nie znaczy, a armia przeciwstawi się kolonialnej agresji.
Wielka Brytania oświadczyła, że wyśle nad Libię dodatkowo 4 samoloty myśliwsko-bombowe Tornado, zwiększając tym samym kontyngent do 12 samolotów.

#### 16 lipca
Rano rebelianci przedostali się na obrzeża miasta, ale napotkali tam ciężki ostrzał. Broniące miasto wojsko detonowało miny. W czasie walk powstańcy pojmali czterech żołnierzy. Napastnicy podjęli atak w kierunku centrum, jednak napotkali tam okopy wypełnione chemicznymi substancjami łatwopalnymi. Ponadto rebelianci z powodu wybuchów setek min byli w stanie utrzymać zajętych pozycji, co spowodowało wycofanie się z peryferii miasta. Wieczorny intensywny ogień rakietowy ponownie odrzucił rebeliantów na 20 km od miasta. Tego dnia zginęło 12 rebeliantów a 178 zostało rannych.

#### 17 lipca
W rejonie Marsy al-Burajki toczyły się tego dnia ciężkie walki, w których oddziały powstańcze próbowały zająć port położony 20 kilometrów od miasta. Rebelianci przedostali się do dzielnicy mieszkalnej, gdzie toczono zacięte walki uliczne. Siły opozycji zdobyły północno-wschodnie fragmenty miasta, walki przenosiły się na południowy zachód, oczekując na posiłki. Siły wierne Kadafiemu prowadziły nieustannie ostrzał za pomocą rakiet Grad, co bardzo utrudniało zadanie powstańcom. Zginęło trzech, a ponad 200 rebeliantów zostało rannych.

#### 18 lipca
18 lipca inicjatywę w bitwie przejęli rebelianci, którzy zajęli dzielnicę przemysłową Marsy-al Burajki. Rozpoczął się proceder oczyszczania miasta z min. Otoczono główny port naftowy z rafinerią i zakładami chemicznymi. Lojaliści kontrolowali centrum, jednak trzon wojska wycofał się w kierunku Ras al-Unuf.
Musa Ibrahim rzecznik rządu Muammara Kadafiego, potwierdził, iż prowadzono rozmowy z władzami USA w celu poprawy stosunków dwustronnych. USA potwierdziło, że takie spotkanie miało miejsce.

#### 19 lipca
W walkach pod portem naftowym w Marsie al-Burajce zginęło 27 powstańców libijskich zginęło, a 83 zostało rannych. Liczba zabitych rebeliantów jest tak wysoka, gdyż napotkali oni silny atak rakietowy. W mieście pozostawało 200 żołnierzy Kaddafiego, którzy bronili centrum. Na pomoc im ruszały posiłki z Ras al-Unuf, jednak zostały one ostrzelane przez śmigłowce NATO. Rebelianci umocnili swe pozycje na południu i wschodzie miasta.

#### 20 lipca
W wyniku walk na froncie zachodnim, rebelianci podeszli pod miasto Zalitan i zatrzymali się 1,5 km od niego. Rebelianci korzystali z pomocy lotnictwa NATO.
The Wall Street Journal doniósł, iż w połowie lipca rebelianci przeprowadzili ofensywę na południu kraju. Atakując z kontrolowanej przez siebie Kufry, zabezpieczyły ważne miasta na libijskiej pustyni. Wśród nich były Al-Qatrun, Al-Wigh, Taraghin oraz wioskę Umm Al Aranib z ważną bazą wojskową i przejście graniczne z Czadem w Tummu. W wyniku skutecznej operacji w której udział wzięło 300 bojowników, opozycjoniści znacznie rozszerzyli swoje wpływy na froncie południowym.

#### 21 lipca
Rebelianci określili miasto Marsa al-Burajka jako wielkie pole minowe. Wycofali się z niego i je otoczyli. Rozpoczęto akcje usuwania min z instalacji naftowych by zapobiec ich wysadzeniu, w przypadku kiedy wojsko przegrałoby bitwę.
W walkach pod Zalitanem rebelianci pojmali dowódcę brygady wojsk Kaddafiego – generała Gen. Abdula Nabiha Zayeda. Tego samego dnia miasto ostrzelało NATO. Zniszczono wiele budynków cywilnych. Kilku cywilów odniosło rany.

#### 22 lipca
Pojawiły się spekulacje nt. przemytu broni dla wojsk Kaddafiego z Algierii. w związku z rzekomym statkiem pod libijską banderą, który miał pływać do algieryjskiego portu Djen Djen. Stany Zjednoczone oświadczyły, ze taki proceder łamie rezolucje ONZ nr 1970 oraz 1973, które zabraniają handlu bronią z Libią.

#### 23 lipca
Wojsko libijskie odbiło miasto Al-Qatrun podczas kampanii pustynnej, zmuszając sympatyzujące z rebeliantami plemię Toubou do odwrotu na południe.
W Trypolisie było słychać siedem eksplozji będących następstwem nalotów NATO.

#### 24 lipca
Armia podjęła szturm na miasto Al-Qwalish. Rebelianci tuż przed atakiem na arenę zmagań wysłali dziesiątki cywilów, a atak został odparty, zaś żołnierze wycofali się z pozycji.
Niemcy zaoferowały 144 mln dolarów pomocy dla Tymczasowej Rady Narodowej na potrzeby humanitarne i odbudowę zniszczonych regionów.

#### 25 lipca
Bułgaria nakazała wydalenie libijskiego dyplomaty z Sofii. Po odebraniu akredytacji konsul Ibrahim al-Furis publicznie zniszczył portrety Muammara Kaddafiego i wypowiedział mu posłuszeństwo, ale mimo tego władze w Sofii nie zmieniły swojej decyzji.
NATO zrzuciło bomby na Zalitan przez co uszkodzony został szpital oraz magazyn z żywnością. W mieście wybuchł także pożar.

#### 26 lipca
Rząd Kaddafiego nie zgodził się na negocjacje z NATO. Tymczasem premier Libii Al-Baghdadi Ali al-Mahmudi spotkał się z przedstawicielem ONZ Abdelilahem al-Chatibem i rozmawiał z władzami w Bengazi. al-Mahmudi stwierdził, że obie strony wojny domowej w Libii są wciąż głęboko podzielone i dalekie od porozumienia na temat rozwiązania politycznego.
Tego dnia wysłano maski gazowe i ubiory przeciwgazowe z położonego pod Trypolisem Al-Ajelat do pustynnej miejscowości Al-Dżufra.

#### 27 lipca
Wielka Brytania uznała oficjalnie rząd w Bengazi i nakazała wydalenie libijskich dyplomatów z Londynu.

#### 28 lipca
Rebelianci w Dżabal Nafusa rozpoczęli fazę operacji, której celem jest ostateczne pokonanie lojalistów i całkowite kontrolowanie regionu. O świcie powstańcy ruszyli z miast Dżadu oraz Nalut i do południa zdobyli kontrolę nad miejscowością al-Jawsh, mimo iż wojsko broniło się za pomocą rakiet Grad. Zginęło 4 rebeliantów, a 10 zostało rannych. 18 żołnierzy zostało pojmanych. Bojownicy ruszyli ku miastu Al-Ghazaia.
W Bengazi zginął dowódca sił rebelianckich generał Abd al-Fatah Junis, który wcześniej został aresztowany i wezwany na przesłuchanie w związku z niezdobyciem miasta Marsa al-Burajka. Padły oskarżenia o prowadzenie przez niego potajemnych rozmów z rządem w Trypolisie, co wskazywano jako rzekomy powód śmierci generała.

#### 29 lipca
Odbył się pogrzeb generała Junisa, a tymczasowym naczelnym dowódcą Libijskiej Armii Ludowej został mianowany Sulajman Mahmud.
Zabójstwo Junisa spowodowało podziały wśród rebeliantów; dowództwo bojowników z frontu w Misracie zapowiedziało na znak protestu ignorowanie rozkazów z Bengazi.

#### 30 lipca
Samoloty NATO zbombardowały nadajniki państwowej telewizji libijskiej Al-Dżamahirija w Trypolisie, zabijając trzech dziennikarzy i raniąc 15. Celem ataków było uniemożliwienie nadawania państwowej telewizji, jednak naloty okazały się niewystarczające.
Podczas ofensywy w Dżabal Nafusa rebelianci zabezpieczyli miasto Takut oraz Al-Ghazaia leżące między Nalutem a Wazzinem. Ponadto rebelianci otoczyli Tiji, którego broniło 500 żołnierzy.

#### 31 lipca
Rebelianci rozpoczęli oblężenie miejscowości Al-Jaswh w górach Dżabal Nafusa. Pomimo przewagi bojowników armia się nie wycofała i próbowała bronić swoich pozycji. Walki toczyły się także o Badr i Tiji. Potyczkę stoczono także pod Zalitanem; zginęło w niej 13 rebeliantów, a co najmniej 50 zostało rannych.
Liderzy rebeliantów poinformowali, iż wykryli w swoich szeregach grupę bojowników, którzy współpracowali z rządem Kaddafiego, stanowiąc tzw. piątą kolumnę armii libijskiej. Po wykryciu tego faktu doszło do potyczki w szeregach powstańców, w której zginęły cztery osoby. Zdarzenie było częścią operacji, w której opozycja próbowała oczyścić swe szeregi z dywersantów po zamordowaniu generała Abdela Fataha Younisa.

### Sierpień

#### 1 sierpnia
Brytyjskie lotnictwo dokonało bombardowania za pomocą 16 bomb pozycji sił rządowych pod Zalitanem. Zniszczono czołgi, wyrzutnie rakiet, centrum łączności oraz składy amunicji. Rebelianci twierdzili, że weszli do miasta, jednak obecni na miejscu dziennikarze podali, iż ciężkie walki nadal były w toku. Pojmano 40 żołnierzy, zginęło także 15 rebeliantów.
Norwegia oficjalnie wycofała się z operacji Unified Protector. Sześć norweskich samolotów General Dynamics F-16 Fighting Falcon wykonało łącznie 6493 lotów, zrzucając 569 bomb.

#### 2 sierpnia
Wczesnym rankiem rebelianci zdołali przełamać linię obrony armii libijskiej, dzięki czemu dostali się do dzielnicy mieszkalnej Zalitanu. Napotkali tam jednak silny opór drugiej kolumny Brygady Chamisa. W wyniku kontrataku wojska, bojownicy byli zmuszeni do odwrotu, tracąc na polu bitwy 6 osób zabitych i 65 rannych.

#### 3 sierpnia
Bojownicy przejęli kontrolę nad libijskim tankowcem przewożącym 250 tys. baryłek ropy. Jednostka została skierowana do portu w Bengazi.
W mieście Msallata, leżącym 110 km na zachód od stolicy doszło do buntu przeciwko władzy Kaddafiego. Policja stłumiła pochód cywilów, zabijając trzy osoby.

#### 4 sierpnia
Siły Kaddafiego w pełni kontrolowały miasto Zalitan po wyparciu rebeliantów z dzielnicy mieszkalnej, mimo iż rano o 6:30 doszło do nalotu sił NATO.
Rodzina zamordowanego dowódcy libijskich powstańców, Abd al-Fataha Junisa, poprosiła o międzynarodowe śledztwo w tej sprawie. Według bliskich generała, zginął on z rąk zwolenników Kaddafiego, którzy ukrywają się w szeregach rebeliantów.

#### 5 sierpnia
Według rebeliantów w nalocie NATO na Zalitan zginął Chamis al-Kaddafi i 31 innych żołnierzy. Informacje te zdementował rzecznik rządu Libii, Musa Ibrahim.

#### 6 sierpnia – zdobycie Bir al-Ghanem przez rebeliantów
Siły opozycyjne zdobyły miasto Bir al-Ghanem, leżące na drodze z Dżabal Nafusa do Trypolisu, 85 km od stolicy. W czasie walk zginęło 17 rebeliantów i nieznana liczba żołnierzy. Rebelianci ogłosili zamiar ataku na Az-Zawiję by okrążyć stolicę od zachodu.
Zbuntowana Msallata została oblężona przez lojalistów. Miejscowe komitety wojskowe obawiały się krwawej rozprawy z ruchem oporu.
Na lotnisku w Misracie wylądował katarski samolot z bronią dla rebeliantów walczących pod Zalitanem.
Na froncie wschodnim rebelianci ponowili atak na Marsę al-Burajkę. Szturm, stosunkowo słaby ze względu na silne zaminowanie, został wyprowadzony z trzech stron. Podczas niego udało zabezpieczyć się kilka wzgórz.

#### 7 sierpnia
Armia podjęła kontratak na Bir al-Ghanam. Po kilkugodzinnych walkach wojsko poddało się. Ciężkie walki trwały pod Zalitanem. Trzon armii wzmocnił oddział z 30 pojazdami wojskowymi. Pięć z nich zostało całkowicie zniszczonych przez jednostki bojowników.

#### 8 sierpnia
Miasto Bir al-Ghanam nadal kontrolowali rebelianci, którzy odparli ataki lojalistów i rozpoczęli marsz na Az-Zawiję.
Przewodniczący Narodowej Rady Tymczasowej Mustafa Muhammad Abd ad-Dżalil zdymisjonował rząd powstańczy. Wśród zdymisjonowanych członków rządu byli ministrowie obrony, finansów, spraw wewnętrznych i sprawiedliwości. Dymisje związane były z narastającymi nieporozumieniami w rządzie po morderstwie generała Junisa.
Rebelianci poinformowali o utworzeniu specjalnych służb bezpieczeństwa, których zadaniem miało być bronienie instalacji naftowych w Cyrenajce.

#### 9 sierpnia
Rebelianci podjęli drugi szturm na Marsę al-Burajkę. Ciężkie walki odbyły się na obrzeżach miasta. Zginęło dwóch bojowników, 14 odniosło rany. Część powstańców dostała się do dzielnicy mieszkalnej.
Strona libijska podała, że w natowskim nalocie na wioskę Nadżar pod Zalitanem zginęło 85 cywilów – 33 dzieci, 32 kobiety i 20 mężczyzn z 12 rodzin. Na dowód tego w telewizji pokazano kilka zwęglonych ciał. Rząd Muammara Kadafiego ogłosił trzydniową żałobę po ofiarach. Sojusz odpowiedział, że nie ma dowodów że to na ofiary cywilne. Celem ataku były budynki rolnicze, które stały się magazynami z bronią.
Unia Europejska ogłosiła sankcje gospodarcze dotyczące 42 osób i 49 firm związanych z rządem w Trypolisie.
Przedstawiciel Tymczasowej Rady Narodowej oficjalnie zajął stanowisko libijskiego ambasadora w Londynie.

#### 10 sierpnia
NATO zaprzeczyło jakoby w nalocie na Nadżar zginęli cywile. Natomiast libijska telewizja pokazała Chamisa Kaddafiego, który odwiedził rannych w tymże nalocie. Powstańcy twierdzili, że Chamis zginął we wcześniejszym uderzeniu NATO.
Rebelianci odbywali marsz na Az-Zawiję. Zabezpieczyli miasto Nasr oraz wioskę Wadi al-Hay, lecz napotkali ogień ze strony lojalistów co spowolniło ich postępy.
Ciężkie walki toczyły się w dzielnicy mieszkalnej Marsy al-Burajki. Obie strony używały artylerii do ostrzeliwania swoich pozycji. Zginęło co najmniej trzech bojowników.

#### 11 sierpnia
Rebelianci przejęli kontrolę na dzielnicą mieszkalną w Marsie al-Burajce. W bitwie zginęło ośmiu kolejnych powstańców, 25 zostało rannych. Po stronie armii nie zanotowano ofiar, jednak 40 żołnierzy zostało otoczonych.
Libijski rząd zakazał używania telefonii Thuraya.

Sytuacja na froncie zachodnim przed szturmem powstańców na Az-Zawiję

Rebelianci zdobyli miejscowość Bir Shuaib leżącą mniej niż 25 km od Az-Zawiji. NATO zbombardowało pobliską Shalghouda, kontrolowaną przez rebeliantów.

#### 12 sierpnia – zdobycie Tawurghi przez rebeliantów
Prezydent Rosji Dmitrij Miedwiediew podpisał dekret o wejściu w życie sankcji przeciwko Libii, przyjętych w marcu przez RB ONZ rezolucją nr 1973.
Rebelianci zdobyli kontrolę nad miastem Tawurgha, odcinając tym samym drogę zaopatrzeniowym armii rządowej walczącej pod Zalitanem.
Rebelianci zaniechali atak na dzielnicę przemysłową, która obejmowała terminal ropy naftowej, z powodu silnego zaminowania.

#### 13 sierpnia – początek bitwy o Az-Zawjię
Powstańcy ogłosili, że weszli do centrum miasta Az-Zawija znajdującego się 50 km na zachód od Trypolisu po trwającej ok. pół godziny walce z najemnikami. Część sił Kaddafiego miała ewakuować się do Trypolisu, część wycofać na przedmieścia. Mieszkańcy mieli świętować na ulicach wyzwolenie miasta. Powstańcy przejęli także kontrolę nad autostradą do Tunezji, którą do miasta docierało paliwo i żywność. Była to ostatnia z istniejących dróg zaopatrywania miasta, obok zablokowanego przez NATO w kwietniu portu.
Wieczorem w Trypolisie tłumy wyszły na ulicę, gdy rozpuszczono plotkę o ucieczce Kaddafiego z kraju. Państwowa telewizja zdementowała tę informację.
Rebelianci podjęli także szturm na Gharjan – największe miasto Dżabal Nafusa. Początkowo podczas bitwy znaczną przewagę mieli rebelianci, jednak lojaliści wzmocnili swoje oddziały w mieście, przez co walki stały się bardziej zacięte.
Rebelianci zabezpieczyli także most na autostradzie prowadzącej do Syrty pod miejscowością Tawurgha. W walkach zginęło 12 powstańców.
W uderzeniu NATO pod Marsą al-Burajką zniszczone zostały dwa pojazdy oraz zabito sześciu żołnierzy. Ponadto w czasie ataku, powstańcy zniszczyli dwa czołgi. Lojaliści przypuścili szturm na sektor mieszkalny, jednak musieli tam uznać wyższość bojowników.

#### 14 sierpnia
Tego dnia powstańcy kontynuowali walki w Az-Zawiji, gdzie z wojsk Kaddafiego pozostali jedynie snajperzy i pojedynczy żołnierze. Rzecznik powstańców zapowiedział oczyszczenie miasta do końca tego dnia.
Podczas ofensywy na wybrzeżu rebelianci zdobyli miasto Surman. Podczas bitwy zginęło 10 rebeliantów. Następnie walki wybuchły również w mieście Sabrata i mieście Al-Ajajlat, które także zostało zdobyte przez rebeliantów. W nocy z 13 na 14 sierpnia przy przejściu granicznym z Tunezją do starć doszło w mieście Abu Kammasz, nad Morzem Śródziemnym, ok. 10 km od przejścia w Ras Dżdir.
Tymczasem w Dżabal Nafusa kontynuowano bitwę w Gharjan. W mieście zdecydowaną przewagę mieli rebelianci.
14 sierpnia lojaliści podpalili kilka zbiorników z ropą naftową w dzielnicy przemysłowej Marsy al-Burajki.
Muammar Kaddafi wezwał swych zwolenników do walki i uwolnienia kraju od zdrajców i NATO.

#### 15 sierpnia – zdobycie Gharjan przez rebeliantów
Rebelianci podczas bitwy o Az-Zawiję usiłowali zdobyć ostatni strategiczny punkt broniony przez snajperów – Plac Męczenników. W czasie walk pojmano 15 najemników z Nigerii. Ogłoszono, że 80% miasta było pod pełną kontrolą bojowników. Lojaliści atakowali rebeliantów rakietami Grad. W czasie starć doszło do nalotu NATO w wyniku którego zniszczono trzy czołgi i dwa wozy pancerne.
W czasie walk o Sabratę, rebelianci otoczyli bazę wojskową. Opozycjoniści ogłosili, iż pokonali armię w mieście Gharjan, obsadzając tam swój garnizon.
Armia stacjonująca w Syrcie wystrzeliła pocisk R-11 w stronę Adżdabiji, który spadł bezpiecznie na pustynię 50 km od miejsca wystrzelenia. Według zachodnich mediów miała być to demonstracja siły wojska wobec klęsk na froncie. Rebelianci kontrolujący dzielnicę mieszkalną Marsy al-Burajki, próbowali się przedostać do dzielnicy przemysłowej i dlatego w ciągu trzech dni saperzy zneutralizowali 3 tys. min.
Agencja Reutera poinformowała o toczących się tajnych negocjacjach pomiędzy przedstawicielami Kaddafiego i powstańców na tunezyjskiej wyspie Dżerba.
Libijski minister spraw wewnętrznych Nasr al-Mabrouk Abdullah uciekł wraz z rodziną do Kairu.

#### 16 sierpnia
Według raportu CNN, rebelianci kontrolowali do 16 sierpnia wszystkie zachodnie dzielnice Az-Zawiji, a walki toczyły się na wschodzie miasta, kontrolowanego w 30% przez lojalistów. W walkach tego dnia w ostrzale rakietowym z pozycji armii zginęło 15 osób w tym dwóch cywilów.
W czasie bitwy w Marsie al-Burajce zginęło 26 rebeliantów, a 40 odniosło rany.
Powstańcy zapowiedzieli zakończenie wojny w ciągu trzech tygodni.

#### 17 sierpnia – zdobycie Sabraty przez rebeliantów
Rebelianci zdobyli dzielnicę Al-Heisha w Az-Zawiji, przecinając armii drogę między Az-Zawiją a Trypolisem. Ponadto rebelianci zamknęli ropociąg między dwoma wyżej wymienionymi miastami. Rebelianci przejęli kontrolę nad miastem Sabrata.
Lojaliści opuścili miasta Tiji i Badr w Dżabal Nafusa, dzięki czemu, rebelianci objęli pełną kontrolę nad miastami.
W czasie walk o Marsę al-Burajkę zginęło 15 osób.
Na granicy Libii i Nigru w miejscowości Massakory zatrzymano ośmiu obywateli Czadu, którzy mieli się rekrutować w armii Kaddafiego za 6100 euro.

#### 18 sierpnia – zdobycie Zuwary przez rebeliatów
Rano rebelianci zdobyli po walkach główną rafinerię w Az-Zawiji.
Rebelianci całkowicie oczyścili miasto Gharjan, zajmując rynek, donieśli też o zdobyciu w 90% kontroli nad Sabratą i przejęciu tamtejszej bazy wojskowej. Rebelianci ponadto ogłosili przejęcie Zuwary
Powstańcy przejęli miejscowość Hajsza, leżącą w połowie drogi między Misratą i Syrtą.
Walki na nowo wybuchły pod Zalitanem. Tego dnia poległo czterech bojowników.
NRT poinformowała o opanowaniu przez powstańców południowego przedmieścia Marsa al-Burajki, Alargop.
Muammar Kaddafi uciekł z Trypolisu do Syrty.

Sytuacja na froncie zachodnim przed wybuchem walk w Trypolisie

#### 19 sierpnia – zdobycie Zalitanu i Marsy al-Burajki przez rebeliantów
O godz. 7:30 rozpoczął się szturm rebeliantów na Zalitan. O godz. 13. bojownicy dostali się do centrum miasta. W czasie walk o Zalitan rannych zostało 30 osób. Rebelianci ogłosili, że zdobyli całkowitą kontrolę nad miastem i wypchnęli przeciwnika poza zachodnie granice miasta, w rejon Al-Chums.
Powstańcy ogłosili także całkowite opanowanie Marsy-al-Burajki. Również Plac Męczenników w centrum Az-Zawiji został zdobyty przez powstańców.
Po trzech miesiącach współpracy z powstańcami były premier Libii (1972−1977) Abdessalam Jalloud uciekł do kontrolowanego przez nich Az Zintanu.